# Joseph Georges Antoine Masnou
 (mars 2018).
Si vous disposez d'ouvrages ou d'articles de référence ou si vous connaissez des sites web de qualité traitant du thème abordé ici, merci de compléter l'article en donnant les références utiles à sa vérifiabilité et en les liant à la section « Notes et références ».
Joseph Georges Antoine Masnou, né le 29 août 1855 à Saintes pendant le Second Empire et mort le 17 juillet 1915 au large de Malte, est l'un des quarante-deux généraux français qui ont perdu la vie lors de la Première Guerre mondiale.

## Biographie
Saint-Cyrien de la Grande Promotion (1874-1876), il fait l'École supérieure de Guerre de 1893 à 1895. Lorsque la Première Guerre mondiale éclate, il est placé à la tête de la 45e brigade d'infanterie, puis dès le 27 août 1914, à la tête de la 23e division d'infanterie et prend part à la Première bataille de la Marne. Il est général de division commandant la 1re division d'infanterie du corps expéditionnaire d'Orient, lorsqu'il est blessé le 12 juillet 1915 lors de la bataille des Dardanelles. Il décède le 17 juillet 1915 au large de Malte à bord du cuirassé Bretagne.

## Postérité
Son nom est inscrit au monument des Généraux morts au Champ d'Honneur 1914-1918 de l'église Saint-Louis à l'Hôtel des Invalides de Paris.

## Décorations
- Commandeur de la Légion d'honneur (décret du 12 juillet 1915)
- Croix de guerre 1914–1918, palme de bronze
- Médaille coloniale avec agrafe Tunisie.
- Officier de l'ordre du Nichan Iftikhar
- Commandeur de l'ordre du Dannebrog